# Adatmentés
Az adatmentés a számítógépen tárolt információkról történő biztonsági másolat készítése, arra az esetre, mikor az eredeti forrásadatokat tartalmazó tároló megsérül. 
Szoftveres és hardveres megoldások kombinációjaként megy végbe a folyamat. Nagyvállalati környezetben nem ritka az egymástól földrajzilag távol lévő irodák közti adatkommunikáció, valamint a távoli szerverekre történő adatmentés. Ehhez nagyszámú szoftver áll rendelkezésre. Az adatmentő szoftverek közül a legjobb megoldás a hardverfüggetlen mentőszoftver. Ez azért fontos, mert ha működésképtelenné válik egy hardver és nem tudunk ugyanolyat vagy hasonlót beszerezni, más hardveren is vissza tudjuk állítani az adatainkat.
A mentés többféle módszer szerint történhet:
- Teljes mentés
- Növekményes mentés
- Differenciális mentés

Egyes felmérések szerint az otthoni felhasználók több mint 80%-a nem végez rendszeres mentést. Ez jelentős veszélyt jelent az adataikra, hiszen ha valamilyen okból elvesznek (meghibásodás, téves törlés, az eszköz elvesztése), nem pótolhatóak.
A nincs mentés abban az esetben korrekt, ha az eszközön az adatok egy másik helyen megtalálható adatok másolatai (például táblagép).

## Mentési stratégiák

### Teljes mentés
Ha mindig teljes mentést készítünk, az összes közül a legtöbb tárhelyet igénylő megoldás, azonban a visszaállítás a lehető legegyszerűbb, illetve minden egyéb mentési rendnek ez az alapja.

### Differenciális (különbségi mentés)
Mindig az utolsó teljes mentés óta változott adatokat mentjük. Ez azzal jár, hogy a differenciális mentés a teljes mentést követően folyamatosan növekszik. A visszaállításhoz az utolsó teljes és utolsó differenciális mentésre van szükség.

### Inkrementális (növekményes mentés)
A folyamat itt is egy teljes mentéssel kezdődik, utána mindig az utolsó mentés óta történt változásokat mentjük. A teljes visszaállításhoz az utolsó teljes mentésre és az összes inkrementális mentésre szükség van. Ezzel a módszerrel az utolsó teljes mentésig visszamenőleg bármely korábbi állapot is visszaállítható.

### Folyamatos védelem
Minden adatot, illetve adatváltozást pár másodperc késéssel a mentési adathordozóra írjuk, így minden egyes korábbi állapot előállítható, azonban ez a módszer követeli a legnagyobb tárhelyet és sávszélességet.

## Tárolás, a biztonsági rendszer alapja

### Adatbázis modellek
Bármilyen biztonsági stratégia egy adattárház fogalmával kezdődik. A biztonsági mentési adatokat tárolni kell, és valószínűleg bizonyos fokig szerveződnie is kell. A szervezet lehet olyan egyszerű, mint egy papírlap, amely tartalmazza az összes mentési adathordozót (CD-t stb.) És az elkészült dátumokat. Egy kifinomultabb beállítás lehet számítógépes index, katalógus vagy relációs adatbázis. A különböző megközelítéseknek különböző előnyei vannak. A modell egy része a tartalék elforgatási séma.

#### Strukturálatlan
A strukturálatlan adattár egyszerűen csak egy köteg vagy CD-R vagy DVD-R lemez lehet, minimális információkkal arról, hogy mit takarítottak meg és mikor. Ez a legkönnyebb megvalósítani, de valószínűleg a legkevésbé valószínű, hogy magas szintű hasznosíthatóságot érjen el, mivel hiányzik az automatizálás.

#### Teljesen csak / Rendszerképképzés
Egy ilyen típusú tároló teljes vagy rendes képeket tartalmaz egy vagy több konkrét időpontban. Ezt a technológiát gyakran használják a számítógépes technikusok az ismert jó konfigurációk rögzítésére. A képalkotás  általánosságban sokkal hasznosabb a szabványos konfiguráció sok rendszerhez történő telepítésénél, nem pedig a különböző rendszerek folyamatos mentésének eszközeként.

#### Inkrementális
Egy inkrementális stílusú tároló arra törekszik, hogy több időben tárolja a biztonsági másolatokat, ha az adatokat időbeli pontossággal növeli. Ez kiküszöböli a változatlan adatok ismétlődő példányainak tárolását: teljes biztonsági mentésekkel sok adat változatlan marad a korábban mentett adatoktól. Általában egy teljes biztonsági másolat (minden fájlról) egy alkalommal (vagy ritkán) történik, és ez referenciapontként szolgál az inkrementális mentési készlet számára. Ezt követően számos inkrementális mentést végeznek egymás után. Az egész rendszer helyreállítása az utolsó inkrementális biztonsági mentés időpontjához az adatvesztés előtti utolsó teljes biztonsági mentésből indul ki, majd azután az egyes inkrementális biztonsági másolatok alkalmazásával. Ezenkívül egyes biztonsági rendszerek átszervezhetik az adattárat a teljes biztonsági másolatok szintézisével egy sor inkrementumból.

#### Differenciális
Minden különböző biztonsági mentés az utolsó teljes mentés óta megváltoztatott adatokat menti. Ennek az az előnye, hogy csak az adatok visszaállításához csak két adatkészlet szükséges. Az inkrementális mentési módszerhez képest az egyik hátrány az, hogy az utolsó teljes mentésből (és így az adatok felhalmozott változásából) eltelt idő nő, így a differenciális mentés végrehajtásához szükséges idő is. Egy teljes rendszer helyreállítása a legutóbbi teljes biztonsági mentésből és az utolsó különböző biztonsági mentés felhasználásával történik.

Megjegyzés: A szállítók szabványosították a növekményes mentés és a differenciális mentés fogalmát. Vannak azonban olyan esetek, amikor az említett kifejezések egymással ellentétes meghatározásait alkalmazták. A növekményes mentés legfontosabb jellemzője, hogy melyik referenciapontot használja a változások ellenőrzésére. A standard definíció szerint egy differenciális biztonsági másolatot készít a legutóbbi teljes biztonsági mentés óta létrehozott vagy módosított fájlokról, függetlenül attól, hogy azóta más differenciális biztonsági másolatokat készítettek-e, míg a növekményes biztonsági mentés a legutóbb létrehozott bármilyen típusú mentés (teljes vagy növekményes) után létrehozott vagy megváltoztatott fájlokat menti. Az inkrementális mentés egyéb változatai közé tartoznak a többszintű inkrementumok és a növekményes mentések, amelyek a fájlok részeit összehasonlítják az egész fájl helyett.

#### Fordított delta
A reverz delta típusú tároló tárolja a legutóbbi tükör-t a forrásadatokból és egy sor különbséget a tükör jelenlegi állapota és korábbi állapota között. A reverz delta-mentés normál teljes biztonsági mentéssel indul. A teljes mentés végrehajtása után a rendszer időközönként szinkronizálja a teljes biztonsági másolatot az élő másolattal, miközben tárolja a régebbi verziók rekonstruálásához szükséges adatokat. Ezt akár kemény hivatkozások, akár bináris diffs használatával lehet végrehajtani. Ez a rendszer különösen jól működik a nagy, lassan változó adatkészleteken.

#### Folyamatos adatvédelem
A rendszeres biztonsági mentések ütemezése helyett a rendszer azonnal bejelenti a rendszer minden változását. Ez általában megtakarítás byte vagy blokkszintű különbségekkel, nem pedig fájlszintű különbségekkel. Ez különbözik az egyszerű lemezt tükrözéstől, mivel lehetővé teszi a napló visszaállítását, és így a régi adatok felvételének helyreállítását.

## Adathordozó
A használt tároló modelltől függetlenül az adatokat tárolni kell bizonyos adathordozóra.

### Mágneses szalag
A mágneses szalag már régóta a leggyakrabban használt adathordozó az ömlesztett adattárolás, biztonsági mentés, archiválás és adatcsere számára.  szalag általában nagyobb nagyságrendű jobb kapacitás-ár arányt mutatott a merevlemezhez képest, de a közelmúltban a szalag és a merevlemez arányai sokkal közelebb kerültek. Számos formátum létezik, amelyek közül sok a tulajdonos vagy egyes piacokra jellemző, például nagyszámítógépek vagy a személyi számítógép egy bizonyos márkája. A szalag egy soros hozzáférési közeg, így bár a hozzáférési idők rossz lehet, az adatok folyamatos írása vagy olvasása ténylegesen nagyon gyors lehet. Néhány új szalagos meghajtó még gyorsabb, mint a modern merevlemezek.

### Merevlemez
A merevlemez kapacitás-ár aránya sok év alatt gyorsan javult. Ezáltal a mágneses szalaggal versenyképesebbé válik, mint ömlesztett adathordozó. A merevlemez-tárolás legfontosabb előnyei az alacsony hozzáférési idő, a rendelkezésre állás, a kapacitás és a könnyű használat. A külső lemezeket helyi interfészek, például SCSI, USB, FireWire vagy eSATA, vagy hosszabb távú technológiák, például Ethernet, iSCSI vagy Fibre Channel segítségével lehet csatlakoztatni. Egyes lemezalapú biztonsági rendszerek, például a virtuális szalagkönyvtárak támogatják az adatok deduplikációját, ami drámaian csökkentheti a napi és heti biztonsági mentési adatok által felhasznált lemez tárolókapacitását. A merevlemez-mentések legfőbb hátránya, hogy könnyen károsodnak, különösen a szállítás során (például a helyszíni biztonsági mentéseknél), és hogy évek közötti stabilitásuk viszonylag ismeretlen.

### Optikai tárolás
A rögzíthető CD-ket, DVD-ket és Blu-ray lemezeket általában a személyi számítógépekkel használják, és általában alacsony a médiaköltség. Mindazonáltal ezeknek és más optikai lemezek kapacitása és sebessége jellemzően kisebb nagyságrendű, mint a merevlemez vagy a szalag. Sok optikai lemezformátum WORM típusú, ami archiválásra használható, mivel az adatok nem módosíthatók. Az automatikus váltó vagy a zenegép használatával az optikai lemezek megvalósíthatók a nagyobb méretű biztonsági rendszerek számára. Egyes optikai tárolórendszerek lehetővé teszik a katalógusban tárolt adatok mentését emberi érintkezés nélkül a lemezekkel, ami lehetővé teszi a hosszabb adatintegritást.

### Szilárd állapotú tárolás
Más néven flash memória, hüvelykujj meghajtók, USB flash meghajtók, CompactFlash, SmartMedia, Memory Stick, Secure Digital kártyák stb. Ezek a készülékek viszonylag drágák alacsony kapacitásukhoz es a merevlemezekhez képest, de nagyon kényelmesek de a biztonsági mentéshez viszonylag alacsony adatmennyiségek. A szilárdtest-meghajtó nem tartalmaz semmiféle mozgatható részt, ellentétben a mágneses meghajtókészülékével, így kevésbé érzékeny a fizikai károsodásra, és hatalmas átviteli teljesítménye 500Mbit/s–6Gbit/s. Az SSD-k által kínált kapacitás tovább növekszik, és az árak egyre alacsonyabbá válnak.

### Távoli mentési szolgáltatás
Amint a széles sávú internet-hozzáférés egyre szélesebb körben elterjedt, a távoli mentési szolgáltatások egyre népszerűbbek. Az interneten távoli helyre történő mentés védelmet nyújt a legrosszabb forgatókönyveknek, például tüzekkel, áradásokkal vagy földrengésekkel, amelyek minden más biztonsági mentést elpusztítanak a közvetlen környezetben. Van azonban számos hátránya a távoli mentési szolgáltatásoknak. Először is, az internetkapcsolatok általában lassabbak, mint a helyi adattárolók. A lakossági széles sávú szolgáltatások különösen problémásak, mivel a rutin biztonsági mentéseknek olyan upstream linket kell használnia, amely általában sokkal lassabb, mint a downstream link, amelyet csak alkalmanként használnak a fájl biztonsági másolatának lekéréséhez. Ez általában korlátozza az ilyen szolgáltatások viszonylag kis értékű, nagy értékű adatainak használatát. Másodszor, a felhasználóknak meg kell bízniuk egy harmadik féltől származó szolgáltatótól, hogy megőrizzék adataik adatainak biztonságát és integritását, bár a titkosságot az adatok titkosítása előtt biztosíthatja a biztonsági szolgálatnak a titkosítási kulcs segítségével történő átvitelét megelőzően. Végül a biztonsági mentési szolgáltatásnak magának kell alkalmaznia a fenti módszerek valamelyikét, így ez a hagyományos biztonsági mentések összetettebb módjának tekinthető.

### Hajlítható lemez
Az 1980-as években és az 1990-es évek elején számos személyi / otthoni számítógép-használó társult, főleg a másoláshoz floppy lemezekre. Azonban a hajlékonylemezek adatkapacitása nem tudott felzárkózni a növekvő igényekkel, így hatékonyan elavulttá tette őket.

## Az adattár kezelése
Függetlenül az adattárak modelljétől vagy a biztonsági másolatokhoz használt adattárolóktól egyensúlyt kell elérni a hozzáférhetőség, a biztonság és a költségek között. Ezek a médiakezelési módszerek nem kölcsönösen kizárják egymást, és gyakran kombinálják a felhasználói igények kielégítésére. Gyakori példa az online lemezek használatával, amelyek az adatok átvitelét megelőzően elküldhetik egy közeli vonalas könyvtárba.

### Online
Az online biztonsági tároló általában a leginkább hozzáférhető típusú adattároló, amely az idő milliszekundumában elindíthatja a visszaállítást. Jó példa erre egy belső merevlemez vagy egy lemez tömb (esetleg csatlakoztatva a SAN-hoz). Ez a fajta tároló nagyon kényelmes és gyors, de viszonylag drága. Az online tároló eléggé sebezhető ahhoz, hogy törölje vagy felülírja, akár véletlenül, szándékos rosszindulatú cselekvéssel, akár a vírusadat törlésével.

### Közel-line
A hálózati tárolás általában kevésbé elérhető és olcsóbb, mint az online tárhely, de még mindig hasznos az adatok tárolására. Jó példa lenne egy szalagos könyvtár, amelynek helyreállítási ideje másodpercekig néhány percig tart. Egy mechanikus eszközt általában arra használnak, hogy a médiaegységeket a tárolóból olyan meghajtóba mozgassa, ahol az adatok olvashatók vagy írhatók. Általában az online tároláshoz hasonló biztonsági tulajdonságokkal rendelkezik.

### Off-line
Az off-line tárhelynek közvetlen emberi cselekvésre van szüksége ahhoz, hogy hozzáférést biztosítson az adathordozón: pl. Kazetta behelyezése szalagos meghajtóba, vagy kábel csatlakoztatása. Mivel az adatok nem hozzáférhetőek számítógéppel, kivéve azokat a korlátozott időszakokat, amelyekben írtak vagy olvashatók, nagymértékben immunisak az online biztonsági mentési módok egész osztályára. A hozzáférési idő attól függően változik, hogy a média a helyszínen vagy a helyszínen tartózkodik-e.

### Off-site adatvédelem
Katasztrófa vagy más webhelyspecifikus probléma elleni védelem érdekében sokan úgy döntenek, hogy mentési adathordozót küldenek a helyszínen. A boltozat olyan egyszerű lehet, mint egy rendszergazda otthoni irodája, vagy olyan kifinomult, mint egy katasztrófa-edzett, hőmérséklet-szabályozott, nagy biztonságú bunker, amely lehetővé teszi a mentési média tárolását. Fontos megjegyezni, hogy az adatmásolatok off-site, de online (például off-site RAID tükör) is lehetnek. Az ilyen replika meglehetősen korlátozott értékű, mint biztonsági másolat, és nem szabad összekeverni egy off-line biztonsági mentéssel.

### Biztonsági mentőhely vagy katasztrófa-helyreállítási központ (DR központ)
Katasztrófa esetén a mentési adathordozóra vonatkozó adatok nem lesznek elegendőek a visszaállításhoz. Szükséges olyan számítógépes rendszerek is, amelyekre az adatok visszaállíthatók és megfelelően konfigurálható hálózatok. Egyes szervezetek rendelkeznek saját adat-helyreállítási központokkal, amelyek erre a forgatókönyvre vannak felszerelve. Más szervezetek ezt a szerződést egy harmadik fél helyreállítási központjához kötik. Mivel egy DR webhely önmagában óriási befektetés, a háttértámogatás nagyon ritkán tekinthető a DR helyre történő adatforgalom előnyben részesített módjának. Egy tipikusabb módszer a távoli tükrözés, amely a DR adatok naprakészen tartását teszi lehetővé.

## Az adatok kiválasztása és kivonása
A sikeres mentési feladat a koherens adategységek kiválasztásával és kivonásával kezdődik. A korszerű számítógépes rendszerek legtöbb adatait diszkrét egységként tárolják, fájloknak nevezik. Ezek a fájlok fájlrendszerbe vannak rendezve. Aktívan frissítendő fájlok „élőnek” tekinthetők, és kihívást jelentenek a biztonsági másolatok készítéséhez. Szintén hasznos a metaadatok mentése, amely leírja a számítógépet vagy a biztonsági másolatot készítő fájlrendszert.

### Fájlok

#### Fájlok másolása
Fájltípusú megközelítéssel a fájlok másolása a legegyszerűbb és leggyakoribb módja a biztonsági másolat készítésének. Az alapfunkció végrehajtásának eszköze megtalálható az összes biztonsági mentési szoftverben és az összes operációs rendszerben.

#### Részleges fájlmásolás
Az egész fájlok másolásának helyett a biztonsági másolatot csak egy adott idő alatt megváltozott fájlban lévő blokkokra vagy bájtokra korlátozhatják. Ez a technika lényegesen kevesebb tárhelyet biztosít a mentési adathordozón, de nagy fokú kifinomultságot igényel a visszaállítási helyzetben lévő fájlok rekonstruálására. Egyes implementációkhoz szükség van a forrásfájlrendszerrel való integrációra.

#### Törölt fájlok
A szándékosan törölt fájlok véletlen visszaállításának megakadályozása érdekében törölni kell a törlés rekordját.

### Fájlrendszerek
A fájlrendszeren belüli fájlok másolása helyett a teljes fájlrendszer másolatát blokk szinten lehet elvégezni. Ezt nyers partíciós mentésnek is nevezik, és a lemezképkezeléshez kapcsolódik. A folyamat általában a fájlrendszer eltávolítását és egy olyan program futtatását jelenti, mint a dd (Unix). Mivel a lemez folyamatosan és nagy pufferekkel olvasott, ez a fajta biztonsági mentés sokkal gyorsabb lehet, mint általában, ha a fájlrendszer sok apró fájlt tartalmaz, nagyon fragmentált vagy csaknem teljes. De mivel ez a módszer a szabad lemez blokkokat is leolvassa, amelyek nem tartalmaznak hasznos adatokat, ez a módszer lassúbb is lehet, mint a hagyományos leolvasás, különösen akkor, ha a fájlrendszer majdnem üres. Egyes fájlrendszerek, például az XFS, egy „dump” segédprogramot biztosítanak, amely a lemezt folyamatosan olvasja a nagy teljesítmény érdekében a kihasználatlan szakaszok kihagyása mellett. A megfelelő visszaállítási segédprogram szelektíven visszaállíthatja az egyes fájlokat vagy a teljes kötetet az operátor választása szerint.

#### A változások azonosítása
Egyes fájlrendszerek archív bitet tartalmaznak minden egyes fájlhoz, amely azt állítja, hogy a közelmúltban megváltozott. Egyes biztonsági szoftverek a fájl dátumát vizsgálják, és összehasonlítják az utolsó biztonsági mentéssel annak megállapítására, hogy megváltozott-e a fájl.

#### Versioning fájlrendszer
A verziókövető fájlrendszer folyamatosan nyomon követi a fájl összes módosítását, és ezeket a változtatásokat a felhasználó számára elérhetővé teszi. Ez általában hozzáférést biztosít bármely korábbi verzióhoz, egészen a fájl létrehozási idejéig. Erre példa a Wayback verziószámító fájlrendszer Linux számára.

## Élő adatok
Ha egy számítógépes rendszert használnak a mentés alatt, akkor az olvasásra vagy írásra nyitva álló fájlok valóságosak. Ha egy fájl nyitva van, akkor a lemezen lévő tartalom nem feltétlenül jelenti a fájl tulajdonosa szándékát. Ez különösen igaz az összes adatbázis fájlra. A „fuzzy backup” kifejezéssel olyan élő adatok biztonsági mentését írhatjuk le, amely úgy néz ki, mintha futna megfelelően, de nem jelenti az adatok állapotát egyetlen időpontban sem. Ennek az az oka, hogy a biztonsági mentés alatt lévő adatok megváltoztak a biztonsági mentés kezdete és befejezése közötti időszakban. Különösen az adatbázisok esetében a fuzzy mentések értéktelenek. 

### Pillanatfelvétel készítése
A pillanatfelvétel bizonyos tárolórendszerek pillanatnyi funkciója, amely a fájlrendszer másolatát mutatja, mintha egy adott időpontban, gyakran egy másolás-on-írási mechanizmussal lefagyott volna. Az élő adatok biztonsági mentésének hatékony módja az, hogy ideiglenesen letegye őket (például bezárjon minden fájlt), készítsen pillanatképet, majd folytassa az élő műveleteket. Ezen a ponton a pillanatfelvételt normál módszerekkel lehet menteni. Bár egy pillanatfelvétel nagyon hasznos a fájlrendszer megtekintéséhez, mivel más időpontban van, alig egy hatékony biztonsági mentési mechanizmus önmagában.

### Fájlmentés megnyitása
Sok biztonsági szoftvercsomag képes a nyílt fájlok kezelésére a mentési műveletek során. Néhány egyszerűen ellenőrizze a nyitottságot, és próbálja újra később. A fájlzárás hasznos a nyitott fájlokhoz való hozzáférés szabályozásához.
Amikor megpróbáljuk megérteni a nyitott fájlok biztonsági mentésének logisztikáját, figyelembe kell vennünk, hogy a biztonsági mentési folyamat néhány percig eltarthat egy nagy fájl, például egy adatbázis mentéséhez. Annak érdekében, hogy biztonsági másolatot készítsen a használatban lévő fájlról, létfontosságú, hogy a teljes mentés egyetlen pillanat pillanatképet jelenítsen meg a fájlból, nem pedig egy átolvasás egyszerű példányát. Ez kihívást jelent a folyamatosan változó fájlok biztonsági mentésekor. Vagy az adatbázis fájlt le kell zárni, hogy megakadályozza a változtatásokat, vagy egy olyan eljárást kell végrehajtani, amely biztosítja, hogy az eredeti pillanatfelvétel megőrzése elég hosszú ahhoz, hogy másolódjon, mindaddig, amíg a változások megmaradnak. Fájl mentése a fájl módosítása közben olyan módon, hogy a biztonsági mentés első része az adatok megjelenítését jelzi, mielőtt a változtatások a biztonsági másolat későbbi részeihez társulnának, miután a változás egy használaton kívüli sérült fájlt eredményez, mivel a legtöbb a nagy fájlok belső hivatkozásokat tartalmaznak különböző részei között, amelyeknek állandónak kell maradniuk az egész fájlban.

### Hideg adatbázis-mentés
Hideg biztonsági mentés közben az adatbázis zárt vagy zárolt, és nem áll rendelkezésre a felhasználók számára. Az adatfájlok nem változnak a mentési folyamat során, így az adatbázis rendezett állapotban van, amikor visszaáll a normál működésbe.

### Forró adatbázis-mentés
Néhány adatbázis-kezelő rendszer lehetőséget biztosít az adatbázis mentési képének létrehozására, miközben online és használható („forró”). Ez rendszerint tartalmaz egy ellentmondásos képet az adatfájlokról, valamint az eljárás folyamán végrehajtott módosítások naplójáról. A visszaállításkor a naplófájlok módosításai újra be vannak állítva, hogy az adatbázis másolatát naprakész állapotba hozzuk (az az időpont, amikor a kezdeti forró biztonsági mentés befejeződött).

### Metaadatok
Nem minden, a számítógépen tárolt információt tárol a fájlokban. A teljes rendszer helyes visszaszerzését követeli a nem-fájl adatainak nyomon követése is. 

## Rendszerleírás
Rendszerkövetelményekre van szükség ahhoz, hogy katasztrófa utáni pontos helyreállítást szerezzen.

### Boot szektor
A rendszerindító szektor néha könnyebben felépíthető, mint a mentés. Mégis, ez általában nem normális fájl, és a rendszer nem indítható el nélküle.

### Partíció elrendezése
Az eredeti lemez elrendezése, valamint a partíciós táblák és a fájlrendszer beállításai szükségesek az eredeti rendszer helyes újraformázásához.

### Fájl metaadatai
Minden fájlt engedélyeket, tulajdonosokat, csoportokat, ACL-eket és egyéb metaadatokat vissza kell állítani egy visszaállításhoz, hogy az eredeti környezetet megfelelően újraformázzák.

### Rendszer metaadatok
A különböző operációs rendszerek különböző módon tárolják a konfigurációs információkat. A Microsoft Windows olyan rendszerinformációs nyilvántartást vezet, amelyet nehezebb visszaállítani, mint egy tipikus fájlt.

## Az adatok kezelése és az adatkészlet optimalizálása
Gyakran hasznos vagy szükséges a mentett adatok kezelése a mentési folyamat optimalizálása érdekében. Ezek a kezelések számos előnnyel járhatnak, többek között a továbbfejlesztett biztonsági sebesség, a visszaállítási sebesség, az adatbiztonság, a médiahasználat és / vagy a csökkentett sávszélességi követelmények.

### Összenyomás
Különböző sémák alkalmazhatók a tárolni kívánt forrásadatok méretének csökkentésére, így kevesebb tárhelyet használnak. A tömörítés gyakran a szalagos meghajtó hardverének beépített tulajdonsága.

### Ismétlődésszűrés
Ha több hasonló rendszer biztonsági mentése történik ugyanarra a célállomás tárolóeszközre, fennáll a potenciális redundancia lehetősége a biztonsági másolatokon belül. Például, ha 20 Windows munkaállomást mentettek fel ugyanarra az adattárba, akkor közös fájlrendszereket oszthatnak meg. Az adattáraknak csak egy fájlt kell tárolniuk ahhoz, hogy vissza tudják állítani bármelyik munkaállomást. Ezt a technikát a fájl szintjén, vagy akár nyers adatblokkokban is fel lehet használni, ami potenciálisan nagymértékben csökkenti a szükséges tárhelyet. A deduplikáció előfordulhat egy kiszolgálón, mielőtt minden adat a mentési adathordozóra költözne, néha forrás / ügyféloldali deduplikációnak nevezik. Ez a megközelítés csökkenti azt a sávszélességet is, amely a mentési adatok célmédiájához való elküldéséhez szükséges. A folyamat a cél tárolóeszközön is előfordulhat, amelyet néha inline vagy back-end deduplicációnak neveznek.

### Sokszorosítása
Előfordulhat, hogy a mentési feladatok ismétlődnek a második adathordozón. Ezt úgy tehetjük meg, hogy átrendezzük a mentési képeket a helyreállítási sebesség optimalizálására, vagy egy másik példány más helyre vagy más adathordozón történő másolására.

### Rejtjelezés
A nagy kapacitású eltávolítható adathordozók, például a biztonsági szalagok adatbiztonsági kockázatot jelentenek, ha elveszik vagy ellopják őket. Az ezen médián lévő adatok titkosítása enyhítheti ezt a problémát, de új problémákat vet fel. A titkosítás egy CPU-intenzív folyamat, amely lelassíthatja a biztonsági sebességeket, és a titkosított mentések biztonsága ugyanolyan hatékony, mint a kulcskezelési irányelvek biztonsága.

### Multiplexelés
Ha sok más számítógépet kell biztonsági mentés alatt tartani, mint rendeltetési hely tárolóeszközei, hasznos lehet egy egyszerre több tárolóeszköz használatának lehetősége.

### Újratervezés
A biztonsági készleteket egy adattárban átrendező folyamat visszacsatolásként ismert. Ha például egy biztonsági rendszer napi egyszalagot használ, az összes védett számítógéphez tartozó növekményes biztonsági másolatok tárolásához, az egyik számítógép helyreállítása esetleg több szalagot igényelhet. A refactoring segítségével egyetlen számítógépre egyetlen biztonsági másolatot készíthetünk. Ez különösen hasznos olyan mentési rendszereknél, amelyek folyamatosan növelik a biztonsági másolat készítését.

### Staging
Néha a mentési feladatokat átmásolják egy állomásozó lemezre, mielőtt másolnák a kazettára. Ezt a folyamatot néha D2D2T-nek nevezik, ami a Lemezről a lemezre szalagra vonatkozik. Ez akkor hasznos lehet, ha probléma merül fel a végfelhasználói eszköz sebességével a forráskészülékkel, amint gyakran a hálózati alapú biztonsági rendszerekben találkoznak. Ez egyúttal központosított helyszín lehet más adatkezelési technikák alkalmazásához is használni.

### A biztonsági mentés kezelése
Amíg új adatok keletkeznek és változások zajlanak, a biztonsági mentéseket gyakori időközönként kell végrehajtani. Az egyének számítógépein és ezer számítógépes rendszerén dolgozó egyének és szervezetek mindegyike adatvédelmet igényel. A skálák nagyon eltérőek lehetnek, de a célok és korlátok lényegében azonosak. A biztonsági másolatokat végrehajtó felhasználóknak tudniuk kell, hogy mennyire sikeresek a mentések, függetlenül attól, hogy milyen méretűek.

## Célok

### Visszanyerési pont cél (RPO)
Az az időpont, amikor az újraindított infrastruktúra tükrözni fogja. Lényegében ez a visszahúzás, amelyet a fellendülés eredményeként tapasztalunk. A legkívánatosabb RPO lenne az adatvesztés előtti esemény előtt. Egy újabb helyreállítási pont elérése érdekében meg kell növelni a forrásadatok és a biztonsági adattár közötti szinkronizálás gyakoriságát.

### Visszanyerési időtartam (RTO)
A katasztrófa és az üzleti funkciók helyreállítása között eltelt idő.

### Adatbiztonság
A tulajdonosok számára az adatokhoz való hozzáférés megőrzésén túlmenően az adatoknak az illetéktelen hozzáféréstől meg kell akadályozni. A biztonsági másolatokat oly módon kell végrehajtani, hogy ne veszélyeztesse az eredeti tulajdonos vállalkozását. Ez elérhető az adatok titkosításával és a megfelelő médiakezelési politikákkal.

### Adatmegőrzési idő
A szabályzatok és a politika olyan helyzetekhez vezethet, amikor a biztonsági mentéseket egy adott időszakra megtartják, de nem tovább. A biztonsági mentések e periódus elteltével történő megtartása a nem kívánt felelősség és a tárolt adathordozók nem optimális használatához vezethet.

### Korlátozások
A hatékony biztonsági rendszer figyelembe veszi a helyzet korlátozottságát.

### Biztonsági ablak
A biztonsági másolatok rendszeren való futtatásának időtartamát biztonsági mentési ablaknak nevezzük. Ez általában az a tény, amikor a rendszer a legkevesebbet veszi igénybe, és a biztonsági mentési folyamat a legkisebb mértékű interferenciát okoz a normál műveletekkel. A biztonsági mentés ablak általában a felhasználók kényelmét szem előtt tartva tervezik. Ha a biztonsági mentés a megadott mentési ablak múltán megy végbe, döntés születik arról, hogy előnyösebb-e a biztonsági másolat megszakítása vagy a mentési ablak meghosszabbítása.

### Teljesítményhatás
Az összes mentési rendszernek van néhány teljesítményhatása a rendszeren biztonsági másolat készítésére. Például egy számítógépes rendszer biztonsági mentésének időtartamára a merevlemez elfoglalja a fájlok leolvasását a biztonsági mentés céljából, és teljes sávszélessége már nem áll rendelkezésre más feladatokhoz. Az ilyen hatásokat elemezni kell.

### Hardver, szoftver, munkaerő költségei
Minden típusú adathordozó véges kapacitással rendelkezik, valós költségekkel. A tartalékkapacitás helyes mennyiségének (idővel) a tartalék igényekhez való illesztése fontos része a biztonsági rendszer tervének. Minden tartalékrendszernek van némi munkaerőigénye, de a bonyolult sémák jelentősen magasabbak a munkaerővel szemben. A kereskedelmi mentési szoftverek költsége is jelentős lehet.

### Hálózati sávszélesség
Az elosztott biztonsági rendszereket korlátozott hálózati sávszélesség befolyásolhatja.

## Végrehajtás
A meghatározott célok elérése a fenti korlátozásokkal nehéz feladat lehet. Az alábbi eszközök és fogalmak lehetõvé teszik ezt a feladatot.

### Ütemezése
A feladat ütemező használata nagyban növelheti a biztonsági mentések megbízhatóságát és következetességét az emberi elem egy részének eltávolításával. Sok biztonsági szoftvercsomag tartalmazza ezt a funkciót.

### Hitelesítés
A rendszeres műveletek során a biztonsági másolatokat végrehajtó felhasználói fiókokat és / vagy rendszerügynököket bizonyos szinten hitelesíteni kell. Az összes adat másolásának a rendszerből való letiltása vagy korlátozása korlátlan hozzáférést igényel. A hitelesítési mechanizmus használata jó módja annak, hogy megakadályozzuk a mentési sémát jogosulatlan tevékenységhez.

### A bizalom láncolata
A cserélhető adathordozók fizikai elemek, és csak megbízható személyek kezelhetők. A megbízható személyek (és az eladók) láncának létrehozása kritikus fontosságú az adatok biztonságának meghatározásához.

## A folyamat mérése
Annak érdekében, hogy a biztonsági rendszer a várt módon működjön, a kulcsfontosságú tényezőket figyelemmel kell kísérni és a korábbi adatokat meg kell őrizni.

### Biztonsági visszaigazolás
(más néven „backup success validation”) A biztonsági mentésről és a szervezeten kívüli szabályozó testületek megfelelőségének igazolásáról: például az USA-ban egy biztosítótársaságnak szüksége lehet a HIPAA-ban annak igazolására, hogy az ügyfél adatai megfelelnek a nyilvántartások megőrzésének követelményeinek . A katasztrófa, az adatok bonyolultsága, az adatok értéke és az egyre növekvő adatmennyiségtől való egyre növekvő függőség mind hozzájárul a szorongáshoz és a sikeres mentések függőségéhez az üzleti folytonosság biztosításához. Így sok szervezet támaszkodik harmadik féltől származó vagy „független” megoldásokra a biztonsági mentési műveletek (biztonsági jelentések) teszteléséhez, érvényesítéséhez és optimalizálásához.

### Jelentés
A nagyobb konfigurációkban a jelentések hasznosak a médiahasználat, az eszközállapot, a hibák, a széf-koordináció és a mentési folyamat egyéb információinak felügyeletéhez.

### Fakitermelés
A számítógép által generált jelentések előzményei mellett a tevékenység és a változásnaplók hasznosak a biztonsági rendszer eseményeinek megfigyeléséhez.

### Érvényesítés
Számos mentési program ellenőrző összegeket vagy hash-okat használ annak ellenőrzésére, hogy az adatok pontosan másolódtak-e. Ezek számos előnnyel járnak. Először is, lehetővé teszik az adatok integritásának ellenőrzését az eredeti fájlra való hivatkozás nélkül: ha a mentési adathordozón tárolt fájlnak ugyanaz az ellenőrző összege van, mint az elmentett érték, akkor valószínűleg helyes. Másodszor, egyes biztonsági programok ellenőrző összegeket használhatnak a fájlok redundáns másolatainak elkerülésére, így javítva a mentési sebességet. Ez különösen hasznos a párhuzamosítási folyamathoz.

### Figyelt mentés
A biztonsági másolatokat egy harmadik fél felügyeleti központja felügyeli, amely figyelmezteti a felhasználókat az automatizált mentések során felmerülő hibákra. A felügyelt biztonsági mentés olyan szoftvereket igényel, amelyek képesek a megfigyelési központ kiszolgálóinak hiba esetén pingálni [tisztázásra]. Egyes nyomon követési szolgáltatások lehetővé teszik a tárolt erőforrás-gazdálkodási célokra felhasználható korábbi metaadatok gyűjtését is, például az adatok növekedésének vetülete, a felesleges elsődleges tárolókapacitás és a visszaigényelhető mentési kapacitás megtalálása.